# Atletika na Letních olympijských hrách 1896 – 100 metrů muži
Závod v běhu na 100 metrů na Letních olympijských hrách 1896 se konal ve dnech 6.–10. dubna 1896 na stadiónu Panathinaiko v Athénách. Do tří rozběhů po sedmi závodnících mělo nastoupit celkem 21 sportovců, šest z nich však odstoupilo. V šestičlenném finále vyhrál vyhrál Američan Tom Burke.

## Rozběhy
První část závodů na 100 m proběhla 6. dubna 1896, přičemž první ze tří rozběhů byl vůbec první soutěží moderních olympijských her. Do finále postoupili závodníci z prvních dvou míst všech tří rozběhů.

### Rozběh 1
| Umístění | Jméno                 | Čas     |
| -------- | --------------------- | ------- |
| 1.       | Francis Lane (USA)    | 12,2 s  |
| 2.       | Alojz Sokol (HUN)     | 12,8 s  |
| 3.       | Charles Gmelin (GBR)  | 12,9 s  |
| 4.       | Alphonse Grisel (FRA) | neznámý |
| 5.       | Kurt Doerry (GER)     | neznámý |

### Rozběh 2
| Umístění | Jméno                           | Čas     |
| -------- | ------------------------------- | ------- |
| 1.       | Thomas Curtis (USA)             | 12,2 s  |
| 2.       | Alexandros Chalkokondylis (GRE) | 12,8 s  |
| 3.       | Launceston Elliot (GBR)         | 12,9 s  |
| 4.       | Eugen Schmidt (DEN)             | neznámý |
| 5.       | George Marshall (GBR)           | neznámý |

### Rozběh 3
| Umístění | Jméno                     | Čas     |
| -------- | ------------------------- | ------- |
| 1.       | Tom Burke (USA)           | 11,8 s  |
| 2.       | Fritz Hofmann (GER)       | 12,6 s  |
| 3.       | Friedrich Traun (GER)     | 13,5 s  |
| 4.–5.    | Georgios Gennimatas (GRE) | neznámý |
| 4.–5.    | Henrik Sjöberg (SWE)      | neznámý |

## Finále
Finále závodu na 100 metrů proběhlo 10. dubna 1896. Postoupilo do něj šest běžců, kteří se ve svých rozbězích umístili na prvních dvou místech. Thomas Curtis nicméně do finále nenastoupil, chtěl šetřit síly na závod 110 m překážek, který byl na programu následně. Finále sprinterské stovky vyhrál Američan Burke, vítěz třetí rozběhu, s odstupem dvou metrů na druhého Němce Hofmanna. Na třetím místě skončili shodně Američan Lane a Maďar Szokolyi, pátý Řek Chalkokondylis měl na ně odstup pouhých 15 cm.
| Umístění         | Jméno                           | Čas    |
| ---------------- | ------------------------------- | ------ |
| Zlatá medaile    | Tom Burke (USA)                 | 12,0 s |
| Stříbrná medaile | Fritz Hofmann (GER)             | 12,2 s |
| Bronzová medaile | Francis Lane (USA)              | 12,6 s |
| Bronzová medaile | Alojz Sokol (HUN)               | 12,6 s |
| 5.               | Alexandros Chalkokondylis (GRE) | 12,6 s |
| –                | Thomas Curtis (USA)             | DNS    |